# Anderson (ur. 1998)
Anderson Silva da Paixão (ur. 5 marca 1998 w Ribeirão Pires) – brazylijski piłkarz występujący na pozycji bramkarza, od 2023 roku zawodnik Cruzeiro.